# Landesamt für Statistik Niedersachsen
Landesamt für Statistik Niedersachsen (LSN) ist seit dem 1. Januar 2014 die amtliche Bezeichnung für die Statistikbehörde des Landes Niedersachsen. Es ist aus dem aufgelösten Landesbetrieb für Statistik und Kommunikationstechnologie Niedersachsen hervorgegangen und gehört zum Geschäftsbereich des Niedersächsischen Ministeriums für Inneres und Sport. Durch die Stellung als eigene Behörde möchte die Niedersächsische Landesregierung die Bedeutung der Statistik erhöhen. Der Gründungspräsident ist Eckart Methner. Seit dem 25. Juli 2016 hat Simone Lehmann das Amt von ihrem Vorgänger Thomas Senftleben übernommen.

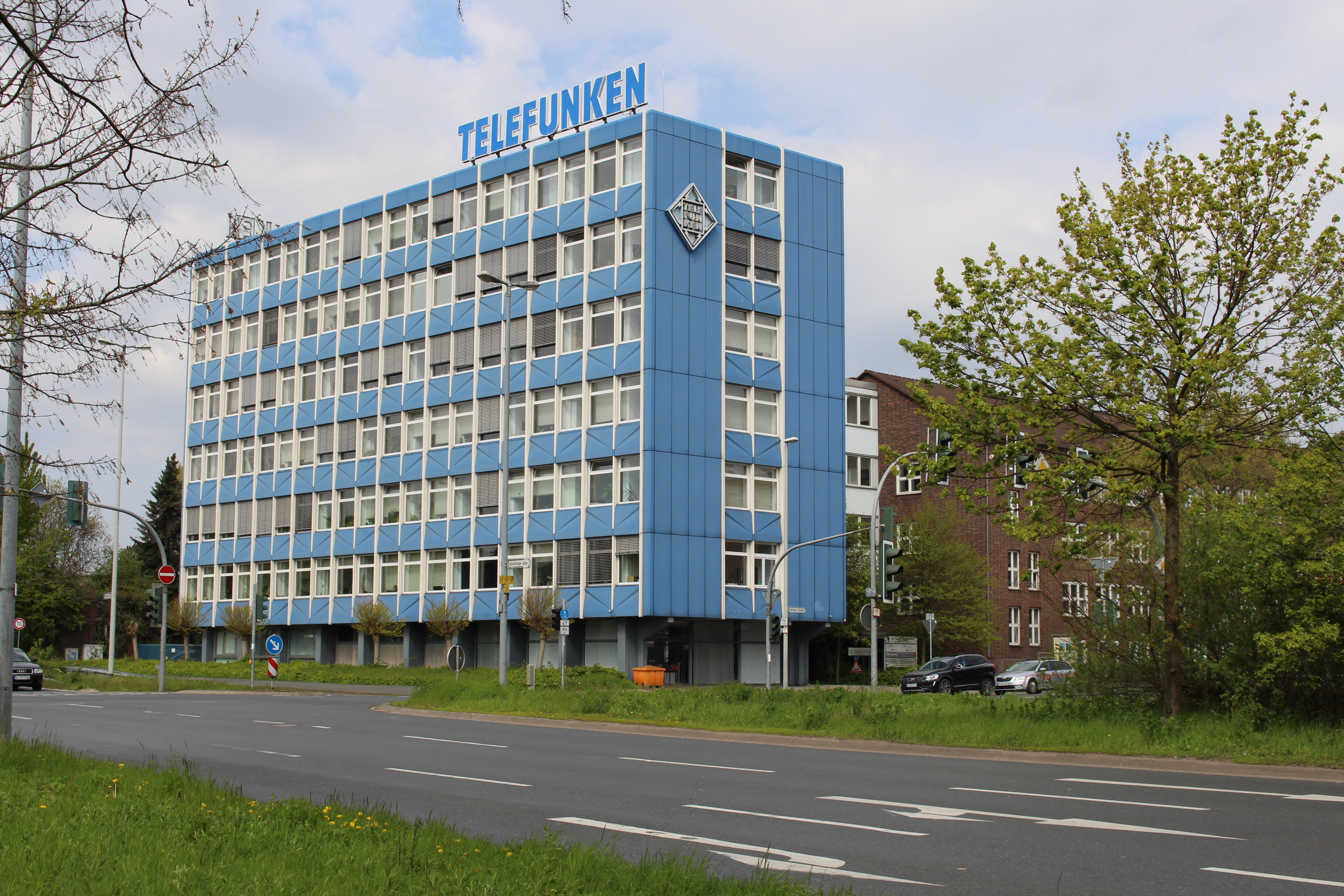
Das LSN ist in Hannover-Ricklingen in den ehemaligen Gebäuden der Firmen Telefunken bzw. Huth-Apparatefabrik GmbH in der Göttinger Chaussee 76 untergebracht.

Die zentrale Aufgabe des Landesamtes ist die Erhebung von zahlreichen Statistiken aus verschiedenen Bereichen und deren Bereitstellung für Öffentlichkeit, Wirtschaft, Wissenschaft, Politik und Verwaltung. Das LSN arbeitet eng mit den Statistischen Ämtern der anderen 15 Länder und dem Statistischen Bundesamt zusammen. Anders als in vielen anderen Ländern ist die Leitung der Landesstatistikbehörde in Niedersachsen nicht zugleich auch Landeswahlleitung.

## Aufgaben
Das Landesamt für Statistik Niedersachsen bereitet die durch EU-, Bundes- und Landesrecht angeordneten Statistiken vor, erhebt Daten, bereitet diese auf, wertet die Ergebnisse aus und stellt sie der Öffentlichkeit zur Verfügung. Volkswirtschaftliche und umweltökonomische Gesamtrechnungen und andere Gesamtsysteme statistischer Daten ergänzen das Aufgabenspektrum. Jede amtliche Statistik bedarf zu ihrer Durchführung und Veröffentlichung einer Rechtsgrundlage. Die Rechtsgrundlagen des LSN sind:
- Verordnung des Europäischen Parlaments und des Rates über europäische Statistiken (EG) Nr. 223/2009 (EU Statistikverordnung)
- Verordnung (EU) Nr. 759/2015 zur Änderung der Verordnung (EG) Nr. 223/2009 (PDF)
- Bundesstatistikgesetz – BStatG
- Niedersächsisches Statistikgesetz –NStatG
- Statistische Ordnung
- Statistikanordnende Verordnungen, Gesetze und Erlasse

Darüber hinaus unterstützt das Landesamt die Landeswahlleitung Niedersachsen bei der Aufbereitung der Ergebnisse von Kommunal-, Landtags-, Bundestags- und Europawahlen.

## Organisation
Das Landesamt gliedert sich in vier Abteilungen, die in Dezernate gegliedert sind:
- Abteilung 1 – Zentrale Angelegenheiten
- Abteilung 2 – Bevölkerung, Haushalte, Bildung, Umwelt
- Abteilung 3 – Wirtschaft
- Abteilung 4 – Öffentlicher Sektor, Landwirtschaft

## Produkte und Dienstleistungen
Das Landesamt für Statistik hält ein umfangreiches Datenangebot mit den Ergebnissen der durchgeführten Erhebungen bereit. In seinem Internetangebot stehen diverse Veröffentlichungen – überwiegend kostenfrei – in Form von PDF- oder Exceldateien zum Download zur Verfügung.
Die Regionaldatenbank LSN-online bietet mehr als 90 Millionen Statistikdaten und umfangreiche Auswertungsmöglichkeiten für Gemeinden, Samtgemeinden, Landkreise und kreisfreie Städte, statistische Regionen (=NUTS-2) und das Land Niedersachsen.
Das Amt unterhält einen zentralen Auskunftsdienst, bei dem Daten, die nicht im Internetangebot oder der Regionaldatenbank verfügbar sind, angefragt und individuelle Datenzusammenstellungen in Auftrag gegeben werden können.
Die hauseigene Bibliothek ist nach Vereinbarung öffentlich zugänglich. Dort stehen sämtliche Veröffentlichungen der amtlichen Statistik in Niedersachsen ab 1946 sowie ausgewählte Publikationen anderer Statistischer Landesämter, des Statistischen Bundesamtes und des Statistischen Amtes der Europäischen Union (Eurostat) bereit. Daneben enthält der Bestand auch historische Veröffentlichungen des Kaiserlichen Statistischen Amtes bzw. Statistischen Reichsamtes und des Königlich Preußischen Statistischen Bureaus bzw. Preußischen Statistischen Landesamts.
Neben den gesetzlich angeordneten Statistiken ist das Amt auch Dienstleister für Analysen, Sonderberichte und spezielle Erhebungen der Ressorts der Niedersächsischen Landesregierung. So werden unter anderem regelmäßig ein Sozialbericht, ein Integrationsmonitoring und ein Regionalmonitoring erstellt und Umweltindikatoren berechnet.

## Geschichte
Vorläufer war das Niedersächsische Landesamt für Statistik. Zum 1. März 2008 entstand durch Zusammenschluss mit dem Informatikzentrum Niedersachsen (izn) der Landesbetrieb für Statistik und Kommunikationstechnologie Niedersachsen (LSKN). Dieser Landesbetrieb wurde am 31. Dezember 2013 aufgelöst, daraus entstanden der Landesbetrieb IT.Niedersachsen und das heutige Landesamt für Statistik Niedersachsen.